# Nepals natur
Nepals natur kendetegnes af en mangfoldighed, som beror på den store variation i klimaet, fra tropiske miljøer til arktiske.

## Naturbevarelse
Siden 1973 har Nepal dannet en række nationalparker og naturreservater for at beskytte faunaen. Der er fire forskellige grader af beskyttelse. I 2002 var der 23 beskyttede områder: 9 nationalparker, 3 naturreservater, 1 reservereservat, 4 beskyttede områder og 11 bufferzoner. De mest berømte er verdensarv Sagarmatha nationalpark, Chitwans nationalpark og Kathmandudalen.

## Fauna

### Pattedyr
Der er 208 pattedyrearter i Nepal, undtagen fire arter, der er identificeret som uddøde. Blandt arterne kan der nævnes indisk ræv, bengalsk tiger, træleopard, korsacræv, indisk næsehorn, asiatisk elefant, marmorkat, rød panda, sneleopard, tibetansk ræv og bjergulv (Canis lupus filchneri). Flere af arterne er truet af udryddelse.

### Krybdyr
Der findes forskellige former for krybdyr inden for Nepals grænser, fra grubeorme til varaner. Blandt arterne kan der nævnes varanarterne Varanus bengalensis og Varanus flavescens, grubeormen Gloydius himalayanus, skildpaddearten Indotestudo elongata og en underart af hugormsarten Cryptelytrops septentrionalis. Der findes også flere krybdyr arter, som er endemiske til Nepal: agamarten Sitana fusca, geckoarterne Gonydactylus martinstolli og Gonydactylus nepalensis, Skinkerne Scincella capitanea og Asymblepharus nepalensis.
Agamarterne Sitana sivalensis og Japalura tricarinata og gruberomerne Trimeresurus karanshahi og Gloydius strauchi forekommer også i Nepal.
Arter af rottesnog er Nepals mest almindelige slanger, mens kongekobraen er den største slange.
Krokodiller forbindes ikke med Nepal, men sumpkrokodillen er ganske almindelig i landets i sydlige dele og verdens længste ferskvand krokodille, gavialen findes i det sydelige Nepals floder.

### Fugle
Næsten 900 fuglearter findes i Nepal, hvilket er mere end i Europa som helhed. 150 arter er vintergæster fra nord, men 60 arter er trækfugle, som rejser sydpå for vinteren. 30 af fuglearterne er truet globalt, og en art er endemisk, nemlig Nepallarmdrossel.
Glansfasan som er Nepals nationalfugl og lokalt kaldes ”danfe”, er en fasanfugl. Det findes yderlig fem arter af fasanfugle, otte arter af storke, seks arter af Små miniveter, 17 arter af gøge, 30 arter af monarker og 60 arter af sangere.

### Fisk
Typiske arter til vandene i Nepal er: Myersglanis blythii, Psilorhynchus nepalensis, Psilorhynchus pseudecheneis), Schizothorax progastus, Turcinoemacheilus, Erethistoides ascita og Erethistoides cavatura, Batasio macronotus) og maller i familien Sisoridae som Pseudecheneis eddsi, Pseudecheneis crassicauda og Pseudecheneis serracula).

## Flora
Indberetninger i slutningen af 1970-tallet og begyndelsen af 1980-tallet dokumenterede 5067 arter af frøplanter, hvor af 5041 var dækfrøede planter og 26 arter var nøgenfrøede .
I Terai består skovene af løvtræer, bambus, palmer og saltræ. Blandt planterne kan nævnes: kvan, Luculia gratissima, Meconopsis villosa, tæppepileurt og Ruellia capitata.
Der findes 400 karplanter som er endemiske for Nepal. Blandt disse er der to orkidéarter, Pleione coronaria inden for jordorkide slægten og Oreorchis porphyranthes.

### Nationalblomst
Den mest populære blandt de endemiske planter er Rhododendron arboreum som på nepali kaldes gurans og er en plante i slægten Rododendron. Lali Gurans (rød rododendron) er særligt populære. Den vokser rigt i hele Nepal og frem for alt i højder 1400-3600 meter over havets overflade. Blomsten er et nationalt symbol og symboliserer "national enhed og folks suverænitet". Nepals våben består af en krans af røde rododendron, der sammen med Nepals flag omkranser Mount Everest, frodige grønne bjerge, den gule farve symboliserer den frugtbare Terai-regionen og håndtryk mellem en mand og en kvinde, der symboliserer lighed.

## Eksterne links
- Wikimedia Commons har flere filer relateret til Nepals natur